# Принцесса Челси
Принцесса Челси (англ. Princess Chelsea; настоящее имя — англ. Chelsea Nikkel) — синти-поп-певица, автор-исполнитель из города Окленд, Новая Зеландия. В прошлом участница тви-поп-группы The Brunettes и группы Teenwolf из Окленда.
Работает совместно с коллективом лейбла Lil' Chief Records. Также является участницей групп The Cosbys и Disciples of Macca. Работает композитором в Окленде.
Причудливый музыкальный стиль певицы связывают с её классическим обучением. Газета New Zealand Herald очень высоко оценила её «ангельский голос и едкое остроумие» Наиболее известная песня певицы, «The Cigarette Duet», получила положительные отзывы в прессе после этого отличительного видео, которое начало набирать популярность на YouTube в начале 2012 года, недавно достигнув более 55 миллиона просмотров. Это достижение было освещено в статье «New Band of the Day», опубликованной в газете The Guardian.

## Дискография

### Альбомы
- Lil' Golden Book (2011)[5]
- The Great Cybernetic Depression (2015)[6]
- Aftertouch (2016)
- The Loneliest Girl (2018)
- Everything Is Going To Be Alright (2022)

EPs
- «The Cigarette Duet (European Tour Edition)» (2012)[7]

Синглы
| Название              | Год  | Альбом                          |
| --------------------- | ---- | ------------------------------- |
| «Your Woman»          | 2009 | Сингл вне альбома               |
| «Monkey Eats Bananas» | 2009 | Lil' Golden Book                |
| «And I Love Her»      | 2010 | Сингл вне альбома               |
| «Too Fast To Live»    | 2011 | Lil' Golden Book                |
| «The Cigarette Duet»  | 2011 | Lil' Golden Book                |
| «Ice Reign»           | 2011 | Lil' Golden Book                |
| «Overseas»            | 2012 | Lil' Golden Book                |
| «We’re So Lost»       | 2013 | The Great Cybernetic Depression |
| "No Church on Sunday" | 2014 | No Church on Sunday             |

### Видеоклипы
| Год  | Видеоклип                  | Артист(ы)                           | Дата              | Описание |
| ---- | -------------------------- | ----------------------------------- | ----------------- | --- |
| 2009 | «Monkey Eats Bananas»      | Принцесса Челси                     | 9 марта, 2009     | Челси танцует на фоне зелёного экрана с игрушечной обезьяной, которая также используется на обложке сингла. На заднем плане, проигрывается случайный видеоряд. В частности, клип Bill O’Reilly's, постер к фильму License to Drive и золотая рыбка под водой. |
| 2009 | «Machines of Loving Grace» | Принцесса Челси                     | 18 марта, 2009    | Видеоклип полностью построен на кадрах из фильма The NeverEnding Story |
| 2009 | «Red Rollerskates»         | The Brunettes                       | 11 ноября, 2009   | Челси снялась как камео в качестве бегуна в парке. |
| 2010 | «And I Love Her»           | Принцесса Челси                     | 17 апреля, 2010   | - |
| 2011 | «Ice Reign»                | Принцесса Челси                     | 4 апреля, 2011    | На видео Челси всё время находится перед экраном компьютера, иногда потягивая Diet Coke, с игрушечной обезьяной возле неё. |
| 2011 | «The Cigarette Duet»       | Принцесса Челси и Jonathan Bree     | 7 июня, 2011      | В этом видео Челси и Бри сидят в горячей ванне со скучающими выражениями на лицах. Это видео является самым популярным, оно набрало более 84 миллиона просмотров на YouTube.                                                                                  |
| 2011 | «Too Fast To Live»         | Принцесса Челси                     | 10 октября, 2011  | Сцены из домашней вечеринки, снятой на tape recorder. Челси отсутствует в видео, кроме последней сцены, где она просыпается от прикосновений пальцев режиссёра. Видео заканчивается, когда она отворачивает камеру.                                           |
| 2012 | «Yulia»                    | Принцесса Челси                     | 18 февраля, 2012  | Челси и её кот, Винстон, на жёлтом фоне. |
| 2012 | «Overseas»                 | Принцесса Челси (feat. James Milne) | 13 сентября, 2012 | Челси на Central Square. |
| 2012 | «Frack»                    | Принцесса Челси                     | 12 декабря, 2012  | CGI анимация Челси в будущем. |
| 2013 | «Caution Repetitive»       | Принцесса Челси                     | 5 Апреля, 2013    | Челси примеряет костюмы. Это последнее видео из серии Lil' Golden Book series. |
| 2013 | «We’re So Lost»            | Принцесса Челси                     | 29 октября, 2013  | CGI анимация, где Челси пародирует игру The Sims. |
| 2013 | «The Primrose Path»        | Jonathan Bree                       | 18 декабря, 2013  | Видеоклип альбома Jonathan Bree’s, The Primrose Path, который показывает Бри и Челси в постели, вместе с её котом Винстоном. |
| 2014 | "No Church On Sunday"      | Принцесса Челси                     | 2 декабря, 2014   | CGI анимация. |
| 2015 | "Too Many People"          | Принцесса Челси                     | 28 мая, 2015      | Челси поёт в пелене дыма, который исходит из дымогенератора. |
| 2018 | "Wasting TIme"             | Принцесса Челси                     | 3 августа, 2018   | Челси поёт днём в цветочном поле и ночью на кладбище |
| 2020 | "All I Need to Do"         | Принцесса Челси                     | 21 мая, 2020      | Челси убирает дом и прогуливается после нервного срыва |
| 2020 | "I Miss My Man"            | Принцесса Челси                     | 24 ноября, 2020   | Челси едет на автомойку, яростно моет свою машину пенной щёткой и так же яростно смывает пену. На певице футболка с сердцем и надписью "The Loneliest Girl".                                                                                                  |

### Будущие альбомы
В сентябре 2020 певица сделала публикацию в своём твиттер-аккаунте, в которой поделилась планами на два будущие альбома:
Я работаю над двумя новыми альбомами - один из них будет в жанре "инструментальный эмбиент", чтобы успокоить и расслабить вас, другой же... не такой :)
Дата выхода новых альбомов пока неизвестна.

## Внешние источники
- princesschelsea.lilchiefrecords.com — официальный сайт Принцесса Челси
- Принцесса Челси в X
- Официальная страница Принцесса Челси в социальной сети Facebook
- Radio Interview Архивировано 16 февраля 2013 года.
- Русскоязычное сообщество в социальной сети Вконтакте